# Dragão europeu

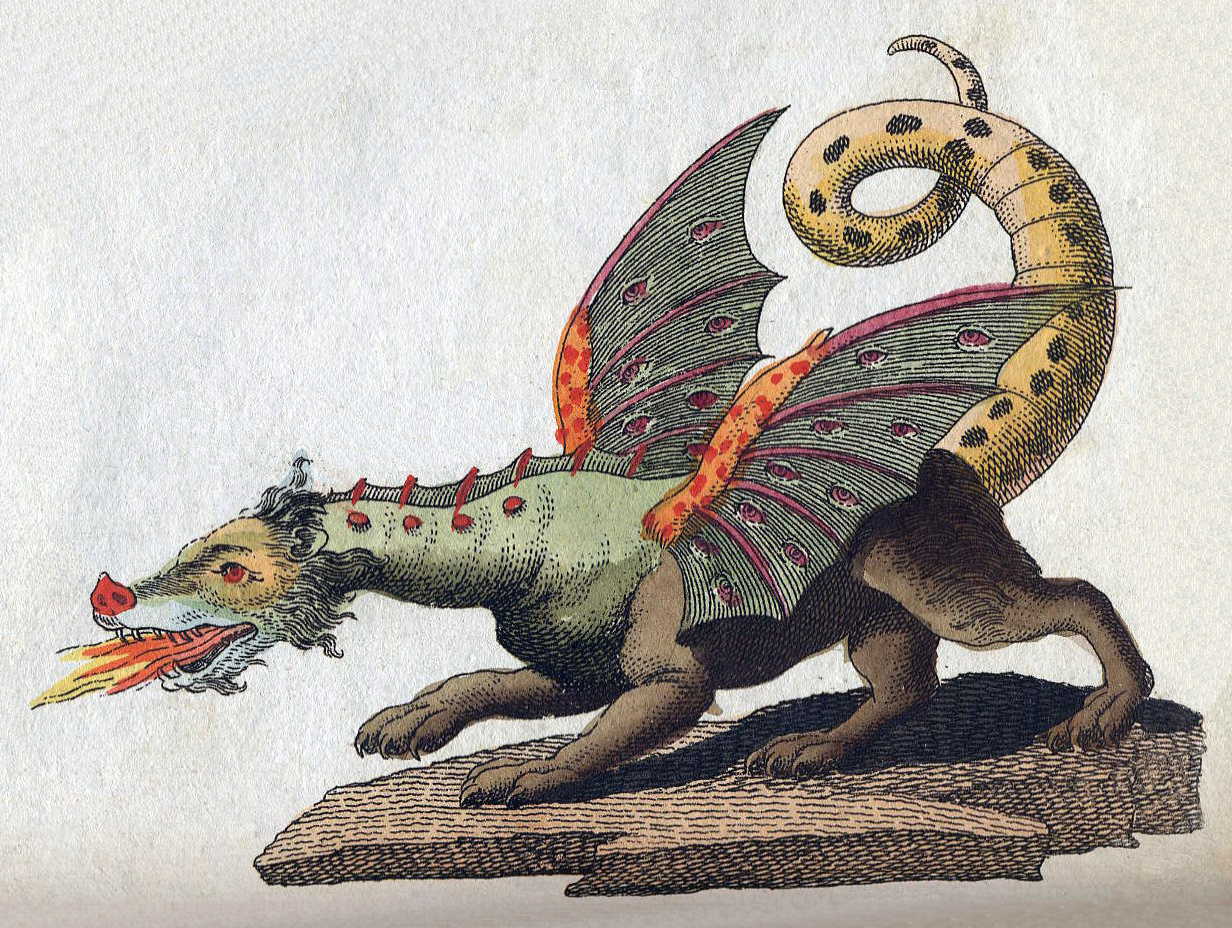
ilustração de Friedrich Justin Bertuch, 1806

O dragão europeu é uma criatura lendária no folclore e na mitologia entre as culturas sobrepostas da Europa .
O poeta romano Virgílio em seu poema Culex linhas 163–201, descrevendo um pastor brigando com uma grande cobra constritora, chama-a de " serpens " e também " draco", mostrando que em seu tempo as duas palavras provavelmente poderiam significar a mesma coisa.
Durante e após o início da Idade Média, o dragão europeu é tipicamente descrito como uma criatura grande, que cospe fogo, escamosa, com chifres e semelhante a um lagarto ; a criatura também tem asas de morcego semelhantes a couro, quatro pernas e uma cauda preênsil longa e musculosa. Algumas representações mostram dragões com um ou mais dos seguintes itens: asas emplumadas, cristas, babados nas orelhas, crinas de fogo, pontas de marfim descendo pela espinha e várias decorações exóticas.
Nos contos populares, o sangue do dragão geralmente contém poderes únicos, mantendo-os vivos por mais tempo ou dando-lhes propriedades ácidas ou venenosas. O dragão típico da cultura cristã protege uma caverna ou castelo cheio de ouro e tesouros. Um dragão maligno costuma ser associado a um grande herói que tenta matá-lo, e diz-se que um dragão bom dá apoio ou conselhos sábios.

## Dragões em culturas específicas

### São Jorge e o Dragão

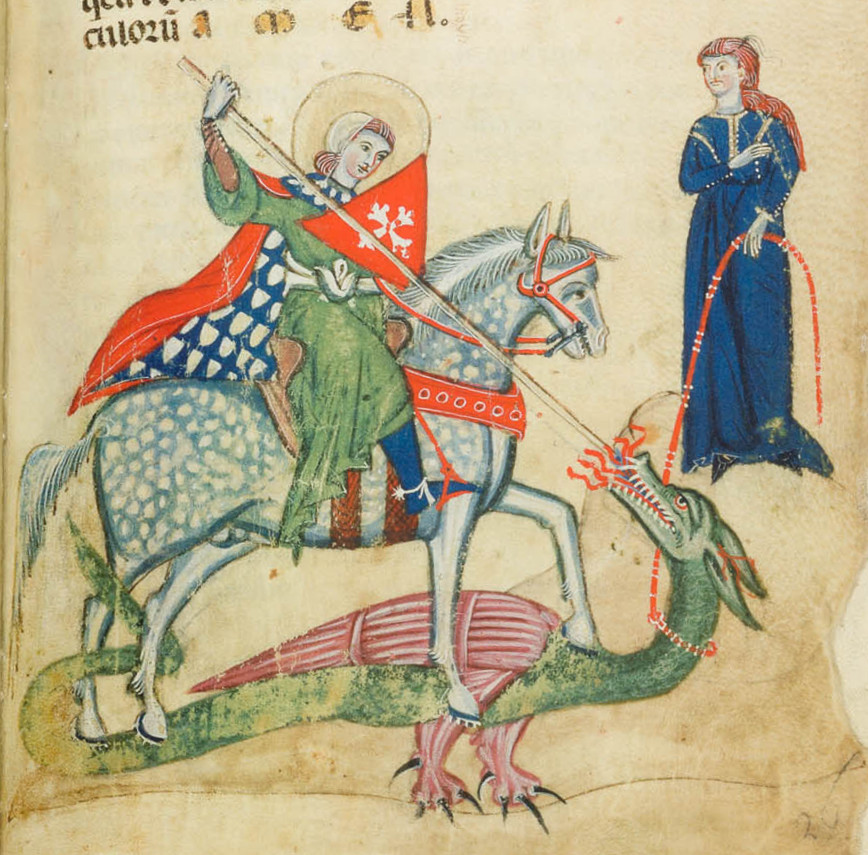
Ilustração manuscrita de Verona de São Jorge matando o dragão, (norte da Itália) datando de c. 1270

A lenda de São Jorge e o Dragão é registrada já no século VI d.C, mas as primeiras representações artísticas dela vêm do século XI e o primeiro relato completo vem de um século XI. - texto georgiano do século. A versão mais famosa da história da Lenda Dourada afirma que um dragão continuou pilhando as ovelhas da cidade de Silene, na Líbia. Depois que ele comeu um jovem pastor, o povo foi forçado a acalmá-lo, deixando duas ovelhas como oferendas todas as manhãs ao lado do lago onde o dragão vivia. Eventualmente, o dragão comeu todas as ovelhas e as pessoas foram forçadas a começar a oferecer seus próprios filhos. Um dia, a própria filha do rei apareceu na loteria e, apesar dos apelos do rei por sua vida, ela estava vestida de noiva e acorrentada a uma rocha ao lado do lago para ser comida. Então São Jorge chegou e viu a princesa. Quando o dragão chegou para comê-la, ele o esfaqueou com sua lança e o subjugou fazendo o sinal da cruz e amarrando o cinto da princesa em volta do pescoço. São Jorge e a princesa levaram o agora dócil dragão para a cidade e Jorge prometeu matá-lo se os habitantes da cidade se convertessem ao cristianismo. Todos os habitantes da cidade se converteram e São Jorge matou o dragão com sua espada. Em algumas versões, São Jorge se casa com a princesa, mas, em outras, ele continua vagando.

### Dragão galês

A bandeira galesa, mostrando um dragão vermelho passant

O dragão vermelho aparece e é o nome da bandeira nacional do País de Gales (Y Ddraig Goch, "o dragão vermelho"). Os primeiros escritos galeses associam dragões a líderes de guerra e, na lenda, Nennius, em Historia Birttonum, conta uma visão do dragão vermelho (representando os bretões ) e do dragão branco (representando os invasores saxões ) lutando sob Dinas Emrys.(§40-43)Uma versão dessa lenda em particular também aparece no Mabinogion na história de Lludd e Llefelys.
Como emblema, o dragão vermelho do País de Gales tem sido usado desde o reinado de Cadwaladr, rei de Gwynedd por volta de 655AD.

### Smok
O mais famoso dragão polonês ( em polonês/polaco:  Smok  ) é o Dragão Wawel ou Smok Wawelski, o Dragão da Colina Wawel. Ele supostamente aterrorizou a antiga Cracóvia e viveu em cavernas na margem do rio Vístula abaixo do castelo Wawel . Segundo a tradição baseada no Livro de Daniel, foi morto por um menino que lhe ofereceu uma pele de carneiro cheia de enxofre e alcatrão. Depois de devorá-lo, o dragão ficou com tanta sede que finalmente explodiu depois de beber muita água. Na versão mais antiga do século XII deste conto de fantasia, escrita por Wincenty Kadłubek, o dragão foi derrotado por dois filhos de um rei Krak, Krakus II e Lech II . Uma escultura de metal do Dragão Wawel é uma atração turística bem conhecida em Cracóvia. O Dragão Wawel aparece no brasão dos príncipes poloneses, os Piasts de Czersk.

## Heráldica

Brasão de armas da cidade de Svätý Jur ("São Jorge") no oeste da Eslováquia

Na heráldica britânica, os dragões são representados como quadrúpedes, distinguindo-os do wyvern bípede. Possuem sempre asas semelhantes às de um morcego. Os dragões são tradicionalmente representados com línguas que terminam em uma ponta farpada; a heráldica recente descreve suas caudas terminando com uma farpa semelhante, mas essa característica se originou após o período Tudor . Durante e antes desta era, os dragões sempre foram representados com caudas terminando em uma ponta romba.
Em termos de atitude, os dragões são tipicamente mostrados estatantes (com as quatro patas no chão), passantes (com uma perna levantada) ou desenfreados (empinados). Eles raramente são retratados como covardes (com o rabo entre as pernas).
De acordo com o escritor heráldico Arthur Charles Fox-Davies, o dragão vermelho do País de Gales na bandeira se originou com o estandarte do rei do século VII, Cadwaladr, e foi usado como suporte pela dinastia Tudor (que era de origem galesa). A rainha Elizabeth, porém, preferindo o dourado, mudou a cor do suporte do dragão de vermelho para goles dourados, paralelamente à sua mudança do manto real de goles e arminho para ouro e arminho. Pode haver alguma dúvida sobre a origem galesa do dragão que sustenta as armas reais, mas certamente foi usado pelo rei Henrique III.
Na heráldica da Europa continental, o termo "dragão" abrange uma variedade maior de criaturas do que nos sistemas britânicos, incluindo criaturas como o wyvern, o basilisco e a cocatrice . Na heráldica alemã, o dragão de quatro patas é referido como um lindwurm.
Na Espanha, há muitos exemplos de dragões como símbolos heráldicos (particularmente “dragantes”: duas faces opostas de dragões mordendo alguma figura). Os dragões foram introduzidos como símbolos heráldicos pelo rei Pedro IV de Aragão, que usou um dragão em seu capacete para mostrar que ele era o rei de Aragão, como um trocadilho heráldico ( Rei d'Aragón tornando-se Rei dragão ; traduzindo em inglês como "rei dragão ").
Historicamente, o Brasão de Madri incluía, além de um urso com medronheiro, um dragão. Este dragão tem a sua origem num dragão, ou serpente segundo Mesonero Romanos, que estava representado na pedra angular do arco de uma porta das desaparecidas muralhas de Madrid conhecida como " Puerta Cerrada " ou " Puerta de la Sierpe " (Fechado Gate ou Wyrm Gate em inglês ). Em 1582 um incêndio destruiu o portão. Naquela época as paredes estavam em desuso, por isso o portão e o muro circundante nunca foram reconstruídos. A serpente, transformada em dragão, manteve-se como símbolo informal de Madrid até ao século XIX, altura em que se decidiu incorporar o dragão no Brasão. O dragão então se transformou em um grifo, e o grifo desapareceu do brasão de armas em 1967, embora o dragão heráldico permaneça esculpido em pedra em muitos monumentos da cidade.

Reino de Portugal

Um dragão foi usado como o brasão do Grande Brasão Real de Portugal desde pelo menos o século XIV. Mais tarde, dois wyverns foram usados como suportes do escudo das Armas de Portugal. No século XIX, o rei D. Pedro IV de Portugal concedeu à cidade do Porto a incorporação do escudo do dragão das armas reais no seu brasão municipal, em agradecimento pelo apoio que lhe foi dado pela cidade durante as Guerras Liberais . O emblema do FC Porto incorpora as antigas armas do município do Porto com o escudo do dragão; por isso o dragão foi adotado como animal mascote do clube.
Em adições relativamente recentes à imagem de um dragão, a língua e a cauda terminavam com uma farpa. A casa da imagem de um dragão de Tudor não faz isso, com a cauda longa e pontiaguda. O Lindwurm alemão parece ser de onde os ingleses tiraram sua figura de dragão. É representado como um tradicional com escamas, quatro patas, asas, dentes afiados e chifres.
A casa do Sr. Mainwaring-Ellerker-Onslow era representada por um dragão marinho. Este dragão é normal, nos padrões de hoje, pois metade do corpo e a outra metade não tem patas traseiras e tem uma ponta larga da cauda. Isso está mais próximo do modelo chinês de dragões. O Duque de Marlborough usa um wyvern sentado ereto em sua cauda com suas garras no ar. A crista da família Lancashire tem uma crista do wyvern sem asas e a cauda amarrada. Embora isso seja relativamente raro de se ter, duas cocatrizes são os apoiadores de Sir Edmund Charles Nugent. A Hydra é uma crista vem das famílias de Barret, Crespine e Lownes.

### Trabalhos citados
- Cipa, Shawn (2008), Carving Gargoyles, Grotesques, and Other Creatures of Myth: History, Lore, and 12 Artistic Patterns, ISBN 978-1-56523-329-4, Petersburg, Pennsylvania: Fox Chapel Publishing Inc.
- Fee, Christopher R. (2011),  Chance, Jane, ed., Mythology in the Middle Ages: Heroic Tales of Monsters, Magic, and Might, ISBN 978-0-313-02725-3, Praeger Series on the Middle Ages, ABC-CLIO
- Friar, Stephen; Ferguson, John (1993), Basic Heraldry, ISBN 0-393-03463-1, New York City, New York and London, England: W. W. Norton & Company
- Hughes, Jonathan (2005), «Politics and the Occult in the Court of Edward IV», in:  Gosman, Martin; MacDonald, Alasdair; Vanderjagt, Arjo, Princes and Princely Culture: 1450-1650, ISBN 90-04-13690-8, Leiden, The Netherlands and Boston, Massachusetts: Brill
- Jones, David E. (2000), An Instinct for Dragons, ISBN 0-415-92721-8, New York City, New York and London, England: Routledge, consultado em 22 de setembro de 2016
- Malone, Michael S. (2012), The Guardian of All Things: The Epic Story of Human Memory, ISBN 978-1-250-01492-4, New York City, New York: St. Martin's Press
- Morgan, Giles (21 de janeiro de 2009), St George: Knight, Martyr, Patron Saint and Dragonslayer, ISBN 978-0785822325, Edison, New Jersey: Chartwell Books, Inc.
- Niles, Doug (2013), Dragons: The Myths, Legends, and Lore, ISBN 978-1-4405-6216-7, Avon, Massachusetts: Adams Media
- Sherman, Josepha (2015) [2008], Storytelling: An Encyclopedia of Mythology and Folklore, ISBN 978-0-7656-8047-1, New York City, New York and London, England: Routledge
- Thurston, Herbert (1909), «St. George», The Catholic Encyclopedia, 6, New York City, New York: Robert Appleton Company, pp. 453–455, consultado em 25 de março de 2018
- Walter, Christopher (2003), The Warrior Saints in Byzantine Art and Tradition, ISBN 9781840146943, Farnham, England: Ashgate Publishing